# Cordia reticulata
Cordia reticulata är en strävbladig växtart som beskrevs av Vahl. Cordia reticulata ingår i släktet Cordia, och familjen strävbladiga växter. Inga underarter finns listade i Catalogue of Life.